# Фінал кубка СРСР з футболу 1986
45-й фінал кубка СРСР з футболу відбувся на Центральному стадіоні у Москві 2 травня 1986 року. У грі взяли участь московське «Торпедо» і донецький «Шахтар».

## Претенденти
- «Торпедо» (Москва) — триразовий чемпіон СРСР (1960, 1965, 1976о), п'ятиразовий володар кубка СРСР (1949, 1952, 1960, 1968, 1972).
- «Шахтар» (Донецьк) — чотириразовий володар кубка СРСР (1961, 1962, 1980, 1983).

## Шлях до фіналу
| «Торпедо» М      | «Торпедо» М | Етап    | «Шахтар»           | «Шахтар»          |
| ---------------- | ----------- | ------- | ------------------ | ----------------- |
|                  |             |         |                    |                   |
| Суперник         | Рахунок     | Плей-оф | Суперник           | Рахунок           |
| «Пахтакор»       | 3-2 (г)     | 1/16    | «Кубань»           | 5-1 (д)           |
| СКА (Хабаровськ) | 2-0 (д)     | 1/8     | «Колос» (Нікополь) | 1-0 (г)           |
| «Чорноморець»    | 2-0 (г)     | 1/4     | «Даугава» (Рига)   | 2-0 (д)           |
| «Спартак» М      | 3-2 (д)     | 1/2     | «Зеніт»            | 2-2, пен. 4-3 (г) |

## Деталі
| 2 травня 1986 |

| «Торпедо» М | 1 – 0 | «Шахтар» |
| ----------- | ----- | -------- |
| Кобзєв 44'  | Звіт  |          |

| Центральний стадіон (Москва) Глядачів: 35 000 Арбітр: Іван Тимошенко (Ростов) |

| «Торпедо» | «Шахтар» |

|                 |                     |     |
|                 |                     |     |
| ВР              | Валерій Саричев     |     |
| ЗХ              | Володимир Сочнов    |     |
| ЗХ              | Сергій Пригода      |     |
| ЗХ              | Олександр Гостенін  |     |
| ЗХ              | Валентин Ковач      |     |
| ПЗ              | Сергій Шавло        |     |
| НП              | Юрій Савичев        |     |
| ПЗ              | Сергій Муштруєв     | 75' |
| ПЗ              | Володимир Гречнєв   | 64' |
| ПЗ              | Олександр Полукаров |     |
| НП              | Андрій Рєдкоус      | 29' |
| Заміни:         |                     |     |
| НП              | Володимир Кобзєв    | 29' |
| ЗХ              | Валерій Шавейко     | 64' |
| ПЗ              | Микола Савичев      | 75' |
| Тренер:         |                     |     |
| Валентин Іванов |                     |     |

|                |                      |     |
|                |                      |     |
| ВР             | Сергій Золотницький  |     |
| ЗХ             | Олексій Варнавський  |     |
| ЗХ             | Олександр Сопко      |     |
| ЗХ             | Валерій Гошкодеря    | 72' |
| ЗХ             | Володимир Пархоменко | 80' |
| ПЗ             | Валерій Рудаков      |     |
| ПЗ             | Сергій Ященко        |     |
| ПЗ             | Михайло Соколовський | 46' |
| ПЗ             | Юрій Гуляєв          |     |
| ПЗ             | Олег Смолянинов      |     |
| НП             | Віктор Грачов        |     |
| Заміни:        |                      |     |
| ПЗ             | Ігор Петров          | 46' |
| НП             | Сергій Морозов       | 72' |
| НП             | Сергій Кравченко     | 80' |
| Тренер:        |                      |     |
| Олег Базилевич |                      |     |